# Людвіг VIII (ландграф Гессен-Дармштадтський)
Людвіг VIII (нім. Ludwig VIII., 5 квітня 1691 — 17 жовтня 1768) — німецький шляхтич з Гессенської династії, ландграф Гессен-Дармштадту у 1739—1768 роках. Син попереднього ландграфа Ернста Людвіга та маркграфині Бранденбург-Ансбаської Доротеї Шарлотти.

## Біографія
Людвіг народився 5 квітня 1691 року в палаці Філіпсруе в Дармштадті. Він був старшим сином і другою дитиною в родині ландграфа Гессен-Дармштадтського Ернста Людвіга та його першої дружини Доротеї Шарлотти. В сім'ї вже була донька Доротея Софія, а згодом з'явилися ще діти: Карл Вільгельм, Франц Ернст та Фредеріка Шарлотта.
На свій 26-й день народження Людвіг одружився із графинею Шарлоттою Крістіною Ганау і приєднав Ганау-Ліхтенберг до своїх володінь. Згодом у подружжя народилося п'ятеро дітей.
Під час Семирічної війни 1756—1763 років стояв на боці імперії  і отримав звання генерал-фельдмаршала. Як і батько, Людвіг не був добрим економістом і ландграфство рятували  від банкрутства, головним чином, дружні стосунки з імператрицею Марією-Терезією.
Справжньою пристрастю Людвіга було полювання. Його навіть називали «Jagdlandgraf» («Ландграф-полювання»).
Помер 17 жовтня 1768 року в 77-річному віці. Був похований у крипті міської церкві Дармштадту.

## Родина

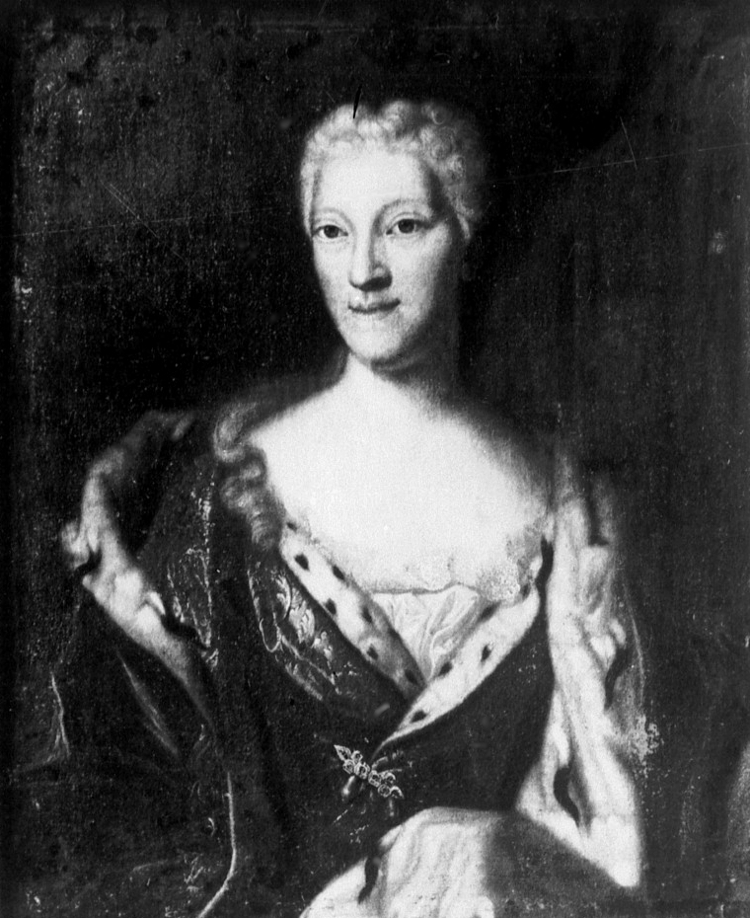
Шарлотта Ганау

Дружина — Шарлотта Крістіною Ганау-Ліхтенберзька
Діти:
- Людвіг IX (1719—1790) — наступний ландграф Гессен-Дармштадтський, був одружений з Генрієттою Кароліною Цвайбрюкен-Біркенфельдською, мав трьох синів і п'ятеро доньок, згодом вступив у морганатичний шлюб із Марією Адельгейдою Шеруаз, «графинею Лемберг»;
- Шарлотта Вільгельміна (1720—1721) померла немовлям;
- Георг Вільгельм (1722—1782) — принц Гессен-Дармштадтський, був одружений із Марією Луїзою Лейнінґенською, мав дев'ятеро дітей;
- Кароліна Луїза (1723—1783) — принцеса Гессен-Дармштадтська, дружина маркграфа Баденського Карла Фрідріха, народила дев'ятеро дітей, з яких свідомого віку досягли троє синів;
- Луїза Августа Маґдалена (1725—1742) померла в юності;
- Йоганн Фредерік (1726—1746) помер молодим.